# Dominique Rolin

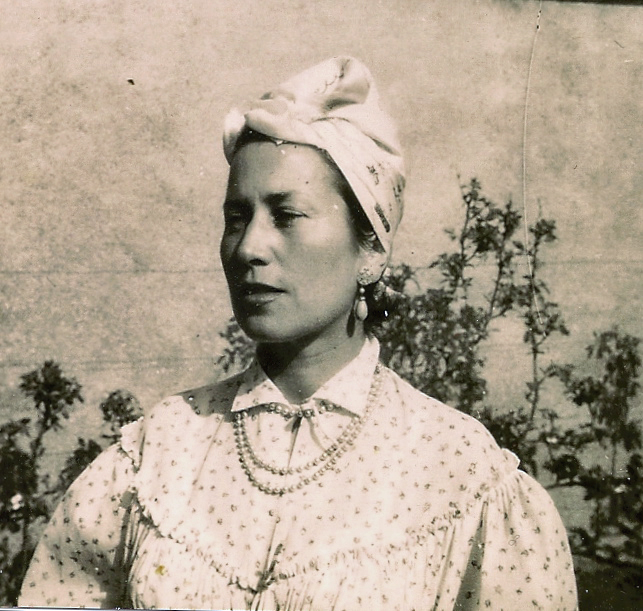
Dominique Rolin

Dominique Rolin (* 22. Mai 1913 in Brüssel; † 15. Mai 2012 in Paris) war eine belgische Schriftstellerin französischer Sprache.

## Leben
Dominique Rolin war mütterlicherseits eine Enkelin des Schriftstellers Léon Cladel. Ihr Vater war Bibliotheksdirektor. Ab 1927 verlangte er die Scheidung, die von seiner Frau über Jahre verweigert wurde, was ein häusliches Klima schuf, das sich in vielen Werken der Tochter niederschlug. Ab dem Roman Marais von 1942 fand sie in den literarischen Zirkeln von Paris Anerkennung. Sie verließ deshalb 1946 Ehemann und Familie und ging nach Paris, wo sie 10 Jahre lang mit dem Bildhauer Bernard Milleret (1904–1957) zusammenlebte. 1952 gewann sie mit dem Roman Le Souffle den Prix Femina und gehörte von 1959 bis 1965 zur Jury des Preises. Den internationalen Durchbruch erzielte sie 1960 mit dem Roman Le Lit (Das Bett), in dem sie den Tod von Milleret verarbeitete und der auch ins Deutsche übersetzt wurde.
Nach Millerets Tod liierte sie sich dauerhaft mit Philippe Sollers und schrieb stärker autobiographisch geprägte Texte. Ab 1966 gehörte sie zur Jury des Prix Roger-Nimier (Vorsitzende von 1995 bis 2001). 1989 wurde sie in die Académie royale de langue et de littérature françaises de Belgique gewählt. Neben weiteren Preisen erhielt sie 1994 den Grand prix national des Lettres. Sie starb 2012, eine Woche vor ihrem 99. Geburtstag. Insgesamt veröffentlichte sie 30 Romane, darunter 1978 l’Enragé über Pieter Bruegel den Älteren. Ihr sich über 50 Jahre erstreckender Briefwechsel mit Philippe Sollers ist seit 2017 im Erscheinen.

## Werke (soweit ins Deutsche übersetzt)
- Le Lit. Denoël, Paris 1960. (verfilmt von Marion Hänsel, 1982)
  - (deutsch) Das Bett. Roman. Suhrkamp, Frankfurt am Main 1963. (übersetzt von W. M. Guggenheimer)
- Le For intérieur. Denoël, Paris 1962.
  - (deutsch) Jetzt und früher. Roman. Suhrkamp, Frankfurt am Main 1964. (übersetzt von Ernst Sander)

### Deutsche Hörspiele
- 1967: Wartezimmer – Übersetzung und Bearbeitung: Walter Maria Guggenheimer, Regie: Oswald Döpke (Original-Hörspiel – SDR)[2]